# Бубес Юрій Григорович
Ю́рій Григо́рович Бу́бес (нар. 20 січня 1952, Львів) — президент ПрАТ «Концерн-Електрон», заслужений економіст України, академік Академії технологічних наук України. Член Наглядової ради Національного університету «Львівська політехніка».
Юрій Бубес володіє ТЗОВ НВБРФ «ЛЕОПОЛІС АМПІР», ТЗОВ «МИСЛИВСЬКЕ ГОСПОДАРСТВО "ВЕДМЕЖА"», ПП «ВЕПР».

## Біографічні відомості
Народився 1952 року в місті Львові.
Вищу освіту здобував у Львівському національному університеті імені Івана Франка, за фахом юрист та економіст.
Працював на різних посадах в органах державного управління.
Президент-голова Правління ПрАТ «Концерн-Електрон».
Кандидат економічних наук, дійсний член Академії технологічних наук України.

## Кар'єра
З 1991 року працює у ПрАТ «Концерн-Електрон», пройшов шлях від начальника управління до Президента — Голови Правління.
ПрАТ «Концерн-Електрон» — велика багатогалузева група підприємств, об'єднаних для розробки та виробництва пасажирського транспорту (трамваїв, тролейбусів, електробусів, міських автобусів), спеціального транспорту, товарів широкого вжитку, складних телевізійних систем, електродвигунів, виробів з пластмас, матеріалів і компонентів для електроніки, обладнання для машинобудування, іншої продукції та послуг відповідно до спеціалізації підприємств. 
До складу ПрАТ «Концерн-Електрон» входять промислові, науково-виробничі, торгово-сервісні та фінансові підприємства. 
Юрій Бубес володіє 5,6 % акцій корпорації.

## Громадська активність
Член Правління Українського союзу промисловців і підприємців [Архівовано 16 лютого 2018 у Wayback Machine.].Мета діяльності організації — захист прав і законних інтересів підприємців і промисловців в економічній, соціальній, трудовій та інших сферах. З 2009 року обраний Головою Союзу підприємців і промисловців Львівщини-ОПОЛ. Член колегії Львівської обласної державної адміністрації, Наглядової ради національного університету «Львівська політехніка» [Архівовано 17 лютого 2018 у Wayback Machine.],  президії Львівської торгово-промислової палати.

## Наукові праці
Є автором та співавтором низки фундаментальних наукових праць, наукових статей з питань сучасних економічних та юридичних процесів нинішнього етапу розбудови держави, створення надійної системи захисту майнових корпоративних прав, забезпечення стійкості і надійності господарського функціонування підприємств в найскладніших умовах перехідного періоду.

## Нагороди
Указом Президента України № 1001/2009 «Про відзначення державними нагородами України працівників підприємств, установ та організацій Львівської області» Бубесу Ю. Г. присвоєно почесне звання Заслуженого економіста України.
Кавалер ордену князя Ярослава Мудрого V ступеня (Указ президента України №338/2016) [Архівовано 3 січня 2020 у Wayback Machine.]. 
За видатні заслуги в галузі створення і використання новітніх технологій для розбудови економічної, науково-технологічної та соціальної сфер діяльності суспільства України нагороджений найвищою відзнакою Академії технологічних наук  України — «Медаллю академіка Глушкова» (2014 р.).
Отримав орден св. Юрія від міської адміністрації Львова до 100-річчя «Концерну Електрон».
Почесний професор Львівської політехніки.

## Книги
- Закон і праця : Метод.посібник / О.О. Бадік, Ю.Г. Бубес, Г.Д. Мисько, інш., УНВО 'Електрон' . – Львів : Б.в., 1994 . – 92 с.  - ISBN 5-7707-6151-2 .
- Закон і праця  : метод. посібник / О.О. Бадік, Ю.Г. Бубес, Г.Д. Мисько, Р.Ф. Чорна. - Л. : Електрон, 1997. - 109 с. - ISBN 5-7707-9828-7
- Акціонерні товариства: Метод.посібник / Ю.Г. Бубес. – Львів.: Вільна Україна, 2005. – 263 с. -  ISBN 966-71-75-23-5